# Бородавкин, Пётр Петрович
Лауреат Государственной премии СССР (1980), заслуженный деятель науки РФ (2002), лауреат двух премий имени И. М. Губкина; награждён орденом Трудового Красного Знамени (1984), медалью «За трудовую доблесть» (1957), юбилейными медалями (1967); заслуженный деятель науки и техники Башкирии (1967), почетный работник газовой промышленности (1980), почетный работник Миннефтегазстроя (1980), лауреат премии имени Б. Е. Щербины.

## Биография
Родился 14 июля 1930 г. в с. Хамышки Тульского района Краснодарского края.
Окончил в 1953 г. Ленинградский политехнический институт им. М. И. Калинина (ныне — Санкт-Петербургский политехнический университет Петра Великого) по специальности «Гидротехническое строительство».
Сразу после окончания института был направлен на работу в ЭПРОН (отряд подводно-технических работ особого назначения) командиром группы подводно-технических работ.
При строительстве газопровода Ставрополь-Москва руководил подводно-техническими работами от Ставрополя до Воронежа (на реках Егорлык, Рассыпная, Дон, Северный Донец).
Позже поступил в аспирантуру Ленинградского политехнического института.
После окончания аспирантуры занимался научной и преподавательской деятельностью в Уфимском нефтяном институте, где в 1963 г. организовал кафедру сооружения трубопроводов, которую сам и возглавил. Читал и писал все курсы лекций для студентов — «сооружение магистральных трубопроводов, нефтебаз и хранилищ», «строительство насосно-компрессорных станций», «строительное дело», «механика грунтов».
Одновременно с работой в институте разрабатывал теорию проектирования магистральных газопроводов в сложных условиях, тесно взаимодействуя с проектными и производственными организациями Мингазпрома, Миннефтепрома, Миннефтегазстроя.
С 1971 г. П. П. Бородавкин работает в Московском институте нефтехимической и газовой промышленности им. И. М. Губкина (ныне — Российский государственный университет нефти и газа имени И. М. Губкина) профессором, а с 1981 г. — заведующим кафедрой автоматизации проектирования сооружений нефтяной и газовой промышленности, профессор.

## Труды
Автор 300 научных работ, в том числе 32 учебников и монографий. Среди них:
- «Подводные трубопроводы». М.: Недра, 1977
- «Сооружение магистральных трубопроводов» Учебник. М.: Недра, 1978
- «Механика грунтов» Учебник. М.: Недра, 2003
- «Морские нефтегазовые сооружения. Часть 1. Конструирование.» М.: Недра 2006
- «Морские нефтегазовые сооружения. Часть 2. Технология строительства.» М.: Недра 2006
- «Подземные магистральные трубопроводы» М.: Энерджи пресс 2011

## Научный вклад
- Автор технологии использования свойств мерзлого грунта для закрепления газопроводов.
- Автор методики расчета прочности подводных трубопроводов с учётом колебаний.
- Автор вероятностного подхода к расчетам прочности магистральных трубопроводов.
- Автор конструкции магистральных трубопроводов типа «Труба в трубе».
- Автор теории проектирования магистральных газопроводов в сложных условиях.